# Праживотиње
Праживотиње или протозое (лат. Protozoa) су једноћелијске еукариотске животиње које припадају царству протиста (Protista). Тело праживотиња изграђено је од једне ћелије, која своје функције обавља разноврсним органелама и одговара појединачној ћелији у вишећелијском организму.
У неким системима биолошке класификације, protozoa се дефинише као разноврсна група једноћелијских еукариотских организама. Историјски, protozoa су дефинисани као једноћелијске животиње или организми са понашањима попут животиња, као што су мотилитет и предација. Ова група се сматра зоолошким панданом „талофита”, које се сматрају сличне биљкама, пошто оне имају способност фотосинтезе.

## Анатомија

### Органиједноћелијских праживотиња
Органеле представљају диференцијације цитоплазме, које обављају различите функције и одговарају органима вишећелијског организма. Протозое имају следеће органеле :
- органеле за кретање : псеудоподије, трепље (цилије) и бичеви (флагелуме);
- органеле за варење су хранљиве вакуоле у којима се вари храна (унутарћелијско варење);
- органеле за излучивање – контрактилне вакуоле чија је примарна функција осморегулација (одржавање сталног осмотског притиска у ћелији) која се обавља избацивањем вишка воде; са том водом се избацују и непотребне материје;
- органеле за примање дражи, каква је нпр. стигма (очна мрља) за пријем светлосне дражи, код бичара.

### Грађа ћелије
Ћелија протозоа је по грађи еукариотска ћелија, што значи да се у цитоплазми налазе једро и ћелијске органеле.
Цитоплазма је диференцирана на:
- спољашњи, гушћи део назван ектоплазма и
- унутрашњи, ређи део ендоплазму.

Цитоплазма може да буде без мембране (код амеба ), са мембраном (назива се пеликула), док многе протозое образују и љуштуру.
Протозое могу да садрже једно или већи број једара. Код вишеједарних протозоа, какви су трепљари, могу да се разликују два типа једра :
- макронуклеус (вегетативно једро) и
- микронуклеус (генеративно једро – учествује у размножавању).

## Вегетативне функције

### Исхрана
Аутотрофно се хране оне протозое које, као и биљке, могу синтетисати органске материје из неорганских (обављају фотосинтезу) па им припадају зелени бичари. Оне обично живе на местима која су богата светлошћу, угљен-диоксидом и минералним солима. Поседују карактеристичне органеле хромопласте у којима се налазе пигмент хлорофил, а могу имати и друге пигменте (жуте, црвене, мрке и др). У близини хромопласта налазе се пиреноиди у којима се шећери претварају у скроб и могу се самодуплирати истовремено када и хромопласти. Поред скроба, резервна материја аутотрофних протозоа могу бити уље, масти, леукозин и др. Има врста, каква је нпр. Euglena, које се на светлости хране аутотрофно, а у тами хетеротрофно (сапрозојски начин).
Аутотрофним начином храни се већина представника следећих редова:
1. Chrysomonadina (Chromulina, Ochromonas, Synura uvella, Dinobryon, Silicoflagellide);
2. Cryptomonadina (Cryptomonas)
3. Dinoflagellata
4. Euglenoidea (Euglena viridis, Phacus)
5. Phytomonadina (Chlamidomonas; Volvox)

Међу хетеротрофним врстама разликују се два типа исхране:
1. холозојски (захватају чврсте партикуле хране) и
2. сапрозојски (осмотским путем примају течну, растворену храну).
Храна се најчешће обухвата псеудоподијама, увлачи у унутрашњост и вари у посебним органелама, хранљивим вакуолама, које су испуњене ензимима за варење. Струјањем цитоплазме ове вакуоле непрекидно крећу кроз ћелију чиме се сви делови цитоплазме равномерно снабдевају храном. Холозојски се хране представници редова:
1. Sarcodina,
2. Amoebina (Amoeba limax, Amoeba proteus, Entamoeba coli, Entamoeba histolitica, Entamoeba gingivalis),
3. Foraminifera
4. Heliozoa
5. Radiolaria
6. Choanoflagellata i dr.

Већина паразитских протозоа (Trypanosoma, Leishmania, Coccidia, Gragarinida и др.) храни се сапробним начином али и многе непаразитске, безбојне, слободноживеће Flagellata. За овај начин исхране нису потребне неке специјалне органеле.

### Излучивање
Излучивање се врши на два начина :
- преко целе површине тела и
- контрактилним вакуолама, које поред екскреторне имају и улогу у осморегулацији

### Осетљивост
Примање дражи (углавном светлосних, тактилних и хемијских) се, такође, може вршити на два начина:
- целом површином тела и
- чулним органелама, каква је нпр. стигма (очна мрља)

### Размножавање
Протозое се размножавају на два начина бесполно и полно.
Бесполно размножавање  се обавља деобом једног родитеља при чему настају две или више младих јединки које се развијају у одрасле.
Начини бесполног размножавања су :
- бинарна деоба – подела родитељске јединке на две;
- мултипна (вишеструка) деоба – подела на већи број ћелија ;
- плазмотомија – деоба вишеједарних протозоа, при којој се дели само цитоплазма;
- пупљење – образују се спољашњи (егзогено пупљење) или унутрашњи (ендогено пупљење) израштаји; ако се ти пупољци не одвоје од родитељског тела, онда постају колонијалне протозое.

Полно размножавање обухвата мејозу којом се формира хаплоидан број хромозома полним ћелијама или у једрима, који се затим спајају и поново образују диплоидан број хромозома.
Начини полног размножавања су:
- копулација (сингамија) – спајање гамета који могу да буду међусобно исти (изогамети) или различити (анизогамети);
- конјугација – при којој се две јединке споје цитоплазматичним мостићем и размене микронуклеусе;
- аутогамија – спајање микронуклеуса једне исте јединке, чиме се постиже рекомбинација гена.

## Класификација (систематика) протозоа
На основу органела за кретање и начина размножавања тип протозоа се дели на 4 подтипа :
1. Sarcomastigophora, који обухвата амебе са псеудоподијама и бичаре. Многе врсте су важне за хуману медицину, као узрочници обољења :
  - амебе:
    - Entamoeba histolytica – паразитира у цреву човека и изазива дизентерију;
    - Entamoeba coli - живи у дебелом цреву и није патогена ;
    - Entamoeba gingivalis – живи у устима човека и није патогена;

  - бичари
    - Trypanosoma, коју преноси мува це-це и изазива болест спавања;
    - Leishmania, коју преносе комарци и изазива обољења кала-азар и болест оријенталних рана;
    - Trichomonas vaginalis – изазива запаљење вагине, односно V групу секрета.
2. Sporozoa су углавном ендопаразити са најчешће два домаћина. Најпознатији представник је Plasmodium, који изазива болест маларију, а преноси га маларични комарац;
3. Cnidospora су углавном паразити животиња;
4. Ciliophora (трепљари) су најсложеније протозое. Најпознатији њихов представник је Paramecium (папучица). Важно је поменути и протозое које живе у симбиози у желуцу преживара и имају способност разлагања целулозе.

## Хетеротрофни протисти
Хетеротрофни протисти су велика група протиста, издвојена на основу начина исхране. Они се углавном активно крећу тражећи храну или боље услове живота. Најсложенији хетеротрофни протисти имају специјализоване органеле, које су по својим функцијама налик на органе или органске системе код животиња. По овим особинама хетеротрофни протисти су слични животињама тако да су дуго времена убрајани у исто царство са животињама. У оквиру тог царства хетеротрофни протисти су издвајани као једноћелијске или праживотиње (Protozoa). Међутим по садашњим стандардима хетеротрофни протисти не спадају у животиње, већ су само једна група једноћелијских еукариотских организама. Праживотиње или хетеротрофни протисти немају ћелијски зид, немају хлоропласт и не могу да врше фотосинтезу. Енергију за живот обезбеђују варењем унете хране. Изузетак је еуглена која се на светлости храни аутотрофно јер поседује хлорофил

### Исхрана и варење
Мањи број хетеротрофних протиста се храни тако што узима растворену храну упијајући је преко ћелијске мембране (углавном паразитске врсте, али и многе не паразитске врсте) док се већи део храни хватајући хранљиве честице, потом их гута и вари у телу, а непотребне делове избацује у спољашњу средину. Неке врсте могу да унесу храну у било ком делу тела али код многих постоје ћелијска уста. Храну варе углавном у хранљивим вакуолама, док несварене делове могу да избацују или на било ком месту у телу, или на тачно одређеном месту.

### Излучивање
Штетне материје које су настале у процесима метаболизма се избацују преко површине тела. Код неких врста које живе у слатководној средини, због веће концентрације соли у унутрашњости, вода стално продире у тело тако да су развиле механизам за избацивање вишка воде - контрактилну вакуолу, која такође помаже и у избацивању штетних материја. Код неких врста постоји само једна контрактилна вакуола, а постоје и врсте са неколико десетина истих.

### Реаговање на дражи
Хетеротрофни протисти имају могућност да реагују на дражи. У мањој или већој мери могу да реагују на хемијске дражи, додир, температуру и светлост. У реаговању на дражи им помажу посебне органеле (нпр. бичеви, трепље или очна мрља).

### Распрострањеност
Хетеротрофни протисти се могу наћи свуда где има довољно влаге. Налазе се у морској и слаткој води, у влажној земљи, али и у телима животиња, биљака, човека, па чак и у телима других протиста. Уколико живе на телима других организама наносе им мању или већу штету, тако да те врсте спадају у паразите, али неке врсте могу живети у симбиози са домаћином и обезбеђивати му одређену корист. Неке врсте живе у колонијама у којима постоји подела рада (једне се размножавају, друге имају улогу у исхрани и кретању...)

### Подела
На основу грађе хетеротрофни протисти протисти се углавном деле на:
1. Хетеротрофне протисте са бичевима - бичаре
2. Хетеротрофне протисте са лажним ножицама - амебе и сродници
3. Хетеротрофне протисте који формирају споре
4. Хетеротрофне протисте са трепљама - трепљаре

### Хетеротрофни протисти са бичевима
Хетеротрофни протисти са бичевима (бичари) су највећа група хетеротрофних протиста. Имају прилично постојан облик тела. Поседују дугачак израштај (бич) који им служи за кретање. Такође имају усни отвор, али немају место одређено за избацивање несварених материја. Ова врста Хетеротрофних протиста је веома широко распрострањена, насељавају слане и слатке воде. Могу да живе самостално и у колонијама. У овој групи се налазе и паразити људи, животиња и биљака, а има и оних који су корисни за домаћине (нпр. бичари који живе у цревима термита и омогућавају им варење целулозе). Паразити из ове групе хетеротрофних протиста имају сложен животни циклус у коме најчешће мењају два домаћина. Међу најпознатије паразите из ове групе убрајају се трипанзоме које изазивају спаваћу болест код човека. Такође познати паразити из ове групе су: трихомонас који паразитира у цревима и полним одводима човека, и леишманија који изазива ране на кожи и унутрашње крварење.

### Хетеротрофни протисти са лажним ножицама
Хетеротрофни протисти са лажним ножицама или Хетеротрофни протисти амебоидног изгледа су група хетеротрофних протиста са несталним обликом тела. Ови протисти се крећу помоћу лажних ножица (псеудоподија) које имају функцију и за узимање хране. Немају ћелијска уста и храну уносе преко било ког места у телу, а и избацују је преко целог тела. Живе у сланим и слатким водама а има их и у влажном земљишту. Углавном живе појединачно, али постоје и неке врсте које живе у колонијама. Велики број протиста из ове врсте су паразити животиња. У ову групу хетеротрофних протисти спадају амебе. Најпознатија паразитна амеба је дизентерична амеба која изазива код човека дизентерију која се може завршити и смртним исходом по човека. Сем амеба у ову групу спадају и фораминифере. Оне су сродници амеба, живе у морима и имају кречњачку љуштуру која им служи за заштиту (између осталог од њихових љуштура су таложењем настале седиментне стене). Такође у морима живе радиоларије. Оне такође имају љуштуре.

### Хетеротрофни протисти који формирају споре
Хетеротрофни протисти који формирају споре су група хетеротрофних протиста који искључиво живе као паразити разних врсти животиња. У току свог живота образују нарочите ступњеве који су углавном заштићени чврстом опном и садрже заметке нових јединки. Ови ступњеви називају се споре. Преко њих се ови паразити преносе и распрострањују. Услед паразитског начина живота доста се разликују од осталих хетеротрофних протиста. Немају органеле за варење, излучивање ни за кретање. Храну уносе преко површине тела, узимајући је од домаћина. Углавном се размножавају сменом полне и бесполне генерације. У најпознатије паразите из ове групе убраја се плазмодијум који је изазивач болести маларије код човека. Овај паразит живи у крви човека (еритроцитима).

### Хетеротрофни протисти са трепљама
Хетеротрофни протисти са трепљама или трепљари су најкрупнија група хетеротрофних протиста. Тело им је прекривено чврстом опном тако да имају јасно одређен облик. Организација ове врсте протиста је веома сложена. Органеле за варење и излучивање су код ове врсте најсложеније од свих протиста. Поседују ћелијска уста (место преко кога уносе храну) и тачно одређено место преко кога избацују несварене продукте. Имају два типа једара (велико и мало). Размножавају се бесполно и полно (конјугацијом). Неке врсте се активно крећу (као што је парамецијум), док су друге непокретне (вортицела, стентор). Такође постоје и врсте које део живота проведу активно пливајући, а део причвршћене за подлогу.